# Maupas (Gers)
Maupas – miejscowość i gmina we Francji, w regionie Oksytania, w departamencie Gers.
Według danych na rok 1990 gminę zamieszkiwało 206 osób, a gęstość zaludnienia wynosiła 21 osób/km² (wśród 3020 gmin regionu Midi-Pireneje Maupas plasuje się na 857. miejscu pod względem liczby ludności, natomiast pod względem powierzchni na miejscu 1102.).